# Alfred Seebacher-Mesaritsch
Alfred Seebacher-Mesaritsch (* 23. August 1925 in Großlobming; † 1998) war ein österreichischer Schriftsteller und Lokalhistoriker.

## Leben
Alfred Seebacher-Mesaritsch arbeitete als Redakteur der Zeitung Neue Zeit und als Historiker.

## Auszeichnungen
- 1976 Literaturförderungspreis der Stadt Graz
- 1983 Schladminger Literaturpreis
- 1984 Kunst-Ehrenmedaille der Stadt Graz

## Schriften
- Die Burgerl von der Greggermühle. Roman nach einer Tatsachenerzählung von M. Koch, Standard-Zeitschriftenverlag, Graz 1951.
- Der Schmied von Kerschbach. Heimatroman, Standard-Zeitschriftenverlag, Graz 1951.
- Rauschende Wildwasser. Roman, Alpen-Heimat-Verlag, Voitsberg 1952.
- Herz im Sturm. Roman, Alpen-Heimat-Verlag, Voitsberg 1952.
- Erntesegen. Roman, Alpen-Heimat-Verlag, Voitsberg 1952.
- Die Herrin vom Birkhof. Roman, Alpen-Heimat-Verlag, Voitsberg 1952.
- Das Mädchen vom Strom. Roman, Alpen-Heimat-Verlag, Voitsberg 1952.
- Das Erbe vom Tannhof. Roman, Alpen-Heimat-Verlag, Voitsberg 1952.
- Das neunte Gebot. Roman, Europaverlag, Wien 1956.
- Hexen-Report. Bericht über eine Massentragödie in der Steiermark. 1425–1746. Leykam Verlag, Graz 1972.
- Gold in steirischen Bergen. Leykam Verlag, Graz 1974.
- Der Bürgermeister. Drama, 1974.
- Requiem für Anna. Drama, 1974.
- Trofaiach. Heimatbuch zur Stadterhebung, 1979.
- Lannach. Tor zum Paradies. Hrsg. Marktgemeinde Lannach, Lannach 1987.
- mit Adolf Osterider (Illustration): Bad Gams. Geschichte und Landschaft. Leykam Verlag, Graz 1989, ISBN 3-7011-7117-3.
- Kleine Bildergeschichten steirischer Orte. 1991.
- (Hrsg.): T. Hafner. Ein steirischer Künstler. Illustrationen von Toni Hafner, Bildband, Verlag für Sammler, Graz 1992, ISBN 3-85365-104-6.